# Maopai (sockenhuvudort i Kina, Jiangxi Sheng, lat 27,62, long 116,51)
Maopai är en sockenhuvudort i Kina. Den ligger i provinsen Jiangxi, i den sydöstra delen av landet, omkring 130 kilometer sydost om provinshuvudstaden Nanchang. Antalet invånare är 4 333. Befolkningen består av 1 976 kvinnor och 2 357 män. Barn under 15 år utgör 27,0 %, vuxna 15-64 år 63 %, och äldre över 65 år 8,0 %.
Runt Maopai är det ganska tätbefolkat, med 179 invånare per kvadratkilometer. Närmaste större samhälle är Wanfang, 10,9 km öster om Maopai. I omgivningarna runt Maopai växer i huvudsak blandskog.
Genomsnittlig årsnederbörd är 2 563 millimeter. Den regnigaste månaden är juni, med i genomsnitt 466 mm nederbörd, och den torraste är oktober, med 21 mm nederbörd.